# 아나스타샤 그리피스
아나스타샤 그리피스(Anastasia Griffith, 1978년 3월 23일 ~ )는 잉글랜드의 배우이다.
미드 밴쉬에어 교도소 상담의사 역을 맡았다

## 출연 작품

### 드라마
- 데미지